# Persicaria robustior
Persicaria robustior är en slideväxtart som först beskrevs av John Kunkel Small, och fick sitt nu gällande namn av Eugene Pintard Bicknell. Persicaria robustior ingår i släktet pilörter, och familjen slideväxter. Inga underarter finns listade i Catalogue of Life.